# 白葆端

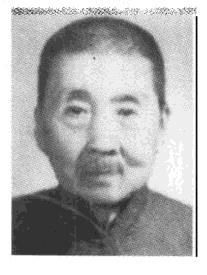
白葆端

白葆端（1874年11月3日—1955年5月3日），字叔庄，号澹庐，直隸省新城縣（今高碑店市）人，清末及民国政治人物，光绪朝同進士出身。

## 生平
幼受父訓，熟讀孔孟之書，經歲科考補廩生，後考入保定畿輔學堂。
光緒二十八年（1902年）鄉試中舉人，光緒三十年（1904年）甲辰恩科會試，白葆端中式第14名；殿試登三甲第6名，簽分工部學習主事，後調任吏部主事。旋受學部派遣，赴日本考察法政。
歸國不久，適民國成立，歷任山西平魯縣、天鎮縣、代縣等縣知事，河北豐潤縣知事，熱河平泉縣知事，任內皆首先倡行地方自治，務期潔己奉公。奈時局混沌，軍閥專橫，民國有名無實，且政令迭更，任職徒勞無益，遂於1924年冬辭職回原籍，賦閒不仕。1932年至北平寄居，日與書籍筆墨為緣。
中华人民共和国成立后，於1952年8月被聘任為中央文史研究館館員。
1955年5月3日病逝，終年81歲。